# Richard Mansfield

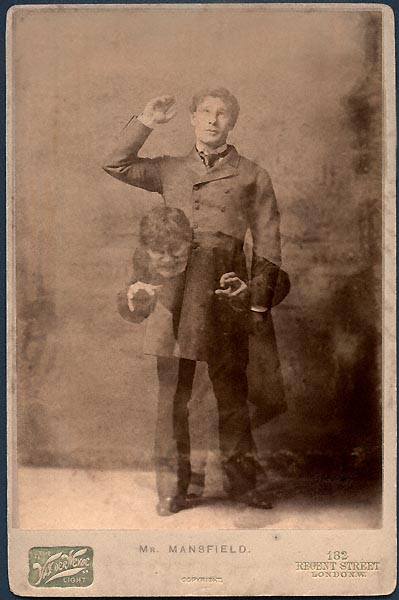
Richard Mansfield als Dr. Jekyll und Mr. Hyde

Richard Mansfield (* 24. Mai 1857 in Berlin; † 30. August 1907 in New London (Connecticut)) war ein deutsch-britischer Schauspieler, der einen Großteil seiner Karriere in den Vereinigten Staaten verbrachte. Mansfield war besonders für seine Charakterdarstellungen in zahlreichen Theaterstücken des späten 19. Jahrhunderts bekannt.

## Leben
Mansfield verbrachte seine Kindheit auf Helgoland, das damals unter englischer Herrschaft stand. Seine Mutter war die Opernsopranistin Erminia Rudersdorff (1822–1882), sein Vater Maurice Mansfield († 1861) ein britischer Weinhändler.
Berühmt wurde Mansfield durch seine Doppelrolle in T. Russell Sullivans Theateraufführung Der seltsame Fall des Dr. Jekyll und Mr. Hyde nach der Novelle von Robert Louis Stevenson. Mansfield spielte die beiden Charaktere Dr. Jekyll und Mr. Hyde so gut, dass einige Zuschauer seine Vorstellung für nicht gespielt, sondern echt hielten und Mansfield verdächtigten, der zur selben Zeit in London mordende Serientäter Jack the Ripper zu sein.

## Filmische Darstellung
Die Gerüchte, dass es sich bei Mansfield um Jack the Ripper handeln könne, sind ein zentraler Handlungsstrang in dem 1988 erschienen Fernsehfilm Jack the Ripper – Das Ungeheuer von London. Hier wurde Mansfield von Armand Assante verkörpert.